# Fast fashion
Fast fashion er et moderne udtryk, der benyttes af modedetailhandlen, til at udtrykke at mode hurtigt går fra catwalk til modetendenser. Fast fashion tøjkollektioner er baseret på de nyeste modetrends, som præsenteres på modeuger både i foråret og i efteråret hvert år. Der lægges vægt på at optimere bestemte dele af forsyningskæden for disse trends, så de designes og fremstilles hurtigt og billigt, således at mainstreamforbrugerne kan købe aktuel mode til en lavere pris. Denne filosofi med hurtig produktion til en overkommelig pris benyttes af store detailhandelsvirksomheder som Zalando, H&M, Zara, Peacocks, Primark, Bestseller og Topshop. Det kom især til udtryk under moden for "boho chic" i midten af 2000'erne.
På det seneste har fast fashion brands mødt stor kritik for at have en forretningsmodel, der grundlæggende er svær at gøre bæredygtig. Overproduktion af tøj, dårlige arbejdsforhold på fabrikkerne og en generel høj udledning af drivhusgasser i hele forsyningskæden har fyldt medierne. Der findes kun ganske lidt research, der belyser, hvorfor forbrugere i stadig stigende grad handler deres tøj i fast fashion butikker trods samfundets generelt voksende fokus på bæredygtighed. Et studie har dog zoomet ind på denne selvmodsigende adfærd i befolkningen, og her bliver det beskrevet, at det i høj grad er en simplificering af købsbeslutningsprocessen med gratis levering, fri retur samt fri fragt, der har gjort denne shopping type tilpas bekvemmelig til at gå på kompromis med andre værdier. 